# Personnages de Sin City

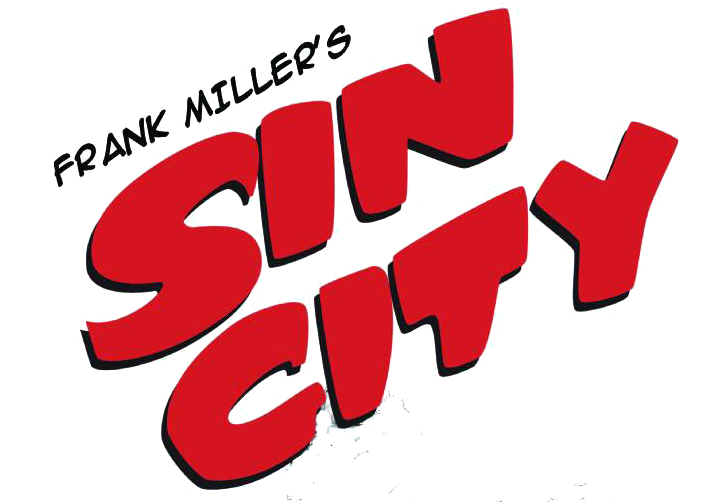

Cette page présente les personnages des comics Sin City de Frank Miller et de leurs adaptations cinématographiques : Sin City (2005) et Sin City : J'ai tué pour elle (2014).

## Personnages principaux
| Noms                                    | Sin City | J'ai tué pour elle | Cet Enfant de salaud | Le Grand Carnage | Valeurs familiales | L'Enfer en retour | Just Another Saturday Night | Silent Night | And Behind Door Number Three? | Blue Eyes | Wrong Turn | Wrong Track | The Babe Wore Red |
| --------------------------------------- | -------- | ------------------ | -------------------- | ---------------- | ------------------ | ----------------- | --------------------------- | ------------ | ----------------------------- | --------- | ---------- | ----------- | ----------------- |
| Shellie                                 |          |                    |                      |                  |                    |                   |                             |              |                               |           |            |             |                   |
| Marv                                    |          |                    |                      |                  |                    |                   |                             |              |                               |           |            |             |                   |
| Dwight McCarthy                         |          |                    |                      |                  |                    |                   |                             |              |                               |           |            |             | ✔️                |
| Nancy Callahan                          |          |                    |                      |                  |                    |                   |                             |              |                               |           |            |             |                   |
| Miho                                    |          |                    |                      |                  |                    |                   |                             |              |                               |           |            |             |                   |
| Douglas Klump et Burt Schlubb           |          |                    |                      |                  |                    |                   |                             |              |                               |           |            |             | ✔️                |
| Delia (Blue Eyes)                       |          |                    |                      |                  |                    |                   |                             |              |                               |           |            |             |                   |
| Le tueur de Le client a toujours raison |          |                    |                      |                  |                    |                   |                             |              |                               |           |            |             |                   |
| Manute                                  |          |                    |                      |                  |                    |                   |                             |              |                               |           |            |             |                   |
| Gail                                    |          |                    |                      |                  |                    |                   |                             |              |                               |           |            |             |                   |
| Goldie et Wendy                         |          |                    |                      |                  |                    |                   |                             |              |                               |           |            |             |                   |
| Bob                                     |          |                    |                      |                  |                    |                   |                             |              |                               |           |            |             |                   |
| Mort                                    |          |                    |                      |                  |                    |                   |                             |              |                               |           |            |             |                   |
| John Hartigan                           |          |                    |                      |                  |                    |                   |                             |              |                               |           |            |             |                   |

### Marv
Marv est un colosse solitaire et violent. Véritable gueule cassée, peu de gens l'approchent excepté Goldie. Cette dernière et lui feront l'amour avant que la prostituée ne soit tuée par Kevin. Même s'il ne la connaissait pas depuis longtemps, Marv prend la chose à cœur et décide de se venger coûte que coûte...
Peu sociable, Marv s'entend plutôt bien avec Lucille, son contrôleur judiciaire, ou encore Shellie et Nancy Callahan lorsqu'il traine au Kadie's Bar.
Après son baroud d'honneur pour venger Goldie, il sera finalement capturé et exécuté via la chaise électrique dans "Sin City", car il fut accusé à tort d'avoir tué toutes les prostituées réellement assassinées par Kevin. Et également pour avoir tué le cardinal Roark.
Marv est incarné par Mickey Rourke dans les films Sin City et Sin City : J'ai tué pour elle.

### Dwight McCarthy
Dwight est un ancien petit photographe minable. Il tente de faire chanter des maris volages. Après avoir été l'amant d'Ava Lord, cette dernière le trahit. Dwight revient quelque temps plus tard après une chirurgie ayant fortement modifié son visage. Il aide alors les filles de la vieille ville, notamment Gail avec qui il a une liaison. Dwight a également une liaison avec Shellie.
Dwight est incarné par Clive Owen dans le film Sin City. Pour illustrer son changement de visage après la chirurgie, Josh Brolin reprend le rôle dans Sin City : J'ai tué pour elle.

### Inspecteur John Hartigan
L'inspecteur Hartigan est l'un des rares flics intègres du Basin City Police Department. Ayant de graves problèmes cardiaques, il est poussé en retraite anticipée. Mais voulant finir son travail, il neutralise Roark Jr, fils du Sénateur, qui voulait violer et torturer Nancy Callahan.
Il est grièvement blessé et doit même porter le chapeau. Mais le Sénateur Roark paye pour que ses problèmes de santé soient réglés. Il veut que Hartigan souffre. Après des années derrière les barreaux, Hartigan n'a plus rien, sa femme l'a quitté. Mais la petite Nancy a grandi. Désormais danseuse exotique au Kadie's Bar, elle a toujours été amoureuse de son sauveur.
Il finira par mettre fin à ses jours après avoir tué Roark Jr. à la fin de "Sin City", pour éviter les représailles du sénateur et ainsi aider Nancy à changer de vie. Il réapparaîtra tout de même dans "Sin City : J'ai tué pour elle" sous forme de fantôme, invisible pour qui que ce soit, hormis pour le sénateur Roark, qui, dans la scène finale, l’aperçoit dans un miroir avant d'être tué par Nancy.
Hartigan est incarné par Bruce Willis dans les films Sin City et Sin City : J'ai tué pour elle.

### Wallace
Ancien Navy SEAL ayant reçu la Medal of Honor, Wallace est un artiste aux cheveux longs pratiquant l'auto-justice. Il a notamment sauvé Esther.

### Goldie et Wendy
Ces jumelles sont des prostituées qui gèrent les filles de la Vieille Ville. Goldie rencontre un soir Marv, avec lequel elle a une brève mais intense liaison. Elle est assassinée par Kevin chez Marv. Ce dernier est la cible d'un complot pour le désigner coupable. Même Wendy pense que Marv a tué sa sœur. Marv parviendra cependant à la convaincre et elle l'aidera à se venger en tuant Kevin et le Cardinal Roark.
Elles sont incarnées par Jaime King dans les films Sin City et Sin City : J'ai tué pour elle.

### Nancy Callahan
À l'âge de 11 ans, Nancy Callahan est enlevée par Roark Jr puis délivrée par John Hartigan. Des années plus tard, alors qu'elle est désormais danseuse exotique au Kadie's Bar, elle est follement amoureuse de son sauveur, Hartigan. Nancy est également proche de Marv.
Nancy est incarnée par Makenzie Vega enfant et par Jessica Alba à l'âge adulte dans le film Sin City, et par Jessica Alba dans Sin City : J'ai tué pour elle.

### Gail
Gail est une prostituée dominatrice de la Vieille Ville, qui seconde Goldie et Wendy. Gail a une relation assez ambiguë avec Dwight McCarthy. Elle est armée d'Uzis.
Gail est incarnée par Rosario Dawson dans les films Sin City et Sin City : J'ai tué pour elle.

### Miho
Miho est une prostituée de la Vieille Ville. D'origine asiatique, elle est une experte en arts martiaux et en sabre. Elle est également muette.
Elle est incarnée par Devon Aoki dans Sin City et par Jamie Chung dans Sin City : J'ai tué pour elle.

### Esther
C'est une actrice suicidaire, déprimée et esseulée. Elle est sauvée de la noyade par Wallace.

## Antagonistesprincipaux

### Kevin
Kevin est un psychopathe cannibale et très vif. Il tue et mange ses proies (en général des prostituées), jette les restes à son chien-loup et conserve les têtes des victimes à la manière de trophée. Portant un pull Charlie Brown, armé de petites griffes en métal fixées à ses doigts, il est responsable de la mort de Goldie, une prostituée de luxe ayant cherché protection auprès de Marv.
Il a les bras et les jambes tranchés par Marv, qui le donne à manger à son propre loup domestique. Marv le décapite et rapporte sa tête au Cardinal Roark avant de l'éliminer à son tour.
Il est interprété par Elijah Wood dans le film Sin City.

### Cardinal Roark
Patrick Henry Roark est le Cardinal et l'homme le plus puissant de Basin City. Il est le frère du sénateur Roark et l'oncle de Roark Jr, surnommé Yellow Bastard.
Il vit dans une tour et il est protégé par les forces de police. Il encourage Kevin à manger des prostituées pour prendre leur âme car, selon lui, elles ne valent rien.
Le meurtre de Goldie par Kevin sera la cause de sa perte car Marv, pour se venger, remontera la piste jusqu'à lui et l'écoutera se confesser avant de le torturer et de le tuer.
Dans le film Sin City (2005) il est interprété par l'acteur néerlandais Rutger Hauer.

### Manute
C'est un géant Afro-Américain habillé comme un majordome. Ce tueur travaille d'abord pour Ava Lord, avant de rejoindre l'organisation de Wallenquist. Manute est très résistant mais sera tué lors d'un affrontement ultra-violent contre les filles de la Vieille Ville.
Un œil doré lui est greffé après que Marv lui arracha un œil dans "Sin City : J'ai tué pour elle".
Il est incarné par Michael Clarke Duncan dans Sin City et par Dennis Haysbert dans Sin City : J'ai tué pour elle.

### Wallenquist
C'est un germano-américain surnommé « Le Boche », qui est à la tête de son organisation criminelle.
Wallenquist est incarné par Stacy Keach dans le film Sin City : J'ai tué pour elle.

### Inspecteur Jack «Iron Jack» Rafferty, aliasJackie Boy
C'est un policier véreux du Basin City Police Department, mais présenté comme un héros du service. Ex petit ami de Shellie, il a du mal à accepter que cette dernière le fuit. Alors qu'il se rend chez Shellie avec ses sbires, il tombe sur Dwight, qui l'humilie. Jacky et ses amis se rendent alors dans la vieille ville pour se changer les idées. Ils importunent Becky, l'une des prostituées. Ils ignorent que dans l'ombre les filles vont passer à l'action. Ils se font tous massacrer par Miho.
Il est incarné par Benicio del Toro dans Sin City.

### Ethan[1]Roark Jr, aliasThe Yellow Bastard
Il est le fils du Sénateur Roark, et le neveu du Cardinal Patrick Henry Roark. C'est un tueur en série sadique, pédophile et tortionnaire. Enfant gâté, son père a toujours cédé à ses moindres caprices. Junior a toujours agit en toute impunité jusqu'au jour où John Hartigan l'empêche de violer Nancy Callahan, âgée de 11 ans. Hartigan le mutile fortement et lui « retire » son organe reproducteur...
Après de nombreuses opérations très lourdes, Junior est devenu The Yellow Bastard, un être monstrueux et puant. Il veut se venger de Hartigan en kidnappant à nouveau Nancy, maintenant adulte. Mais il est tué par Hartigan.
Il est incarné par Nick Stahl dans Sin City. Dans une scène de Sin City : J'ai tué pour elle, son père révèle son véritable prénom : Ethan.

### Sénateur Roark
Frère du surpuissant Cardinal Roark, Roark est un homme d'affaires très influent à Sin City. Ses relations lui permettent de faire ce qu'il veut, comme couvrir les crimes horribles de son fils Ethan.
Dans le second film, Sin City : J'ai tué pour elle, un jeune homme appelé Johnny se révèle être son fils, qu'il a eu illégitimement avec une prostituée. Johnny le défie au poker deux fois et le sénateur perd deux fois. Après l'avoir fait tabasser, Roark décide de le tuer pour cet affront.
Il est incarné par Powers Boothe dans Sin City et Sin City : J'ai tué pour elle.

### Le Tueur alias leVendeurou leColonel
C'est un assassin freelance poétique, travaillant pour divers employeurs (les filles de la Vieille ville, la mafia, ...). Il se charge de tuer ses victimes selon la demande de son commanditaire. Il suffit de le contacter, de le payer et il ne lui reste plus qu'à tirer une balle dans le cœur du "suicidé". Il peut travailler pour n'importe qui a priori, y compris police et mafia.
Le personnage apparaît dans : 
- Le client a toujours raison (The Customer Is Always Right) dans Des filles et des flingues (Booze, Broads and Bullets) (Vertige Graphic et Rackham 1999)
- L'Enfer en retour (Hell and Back) (Rackham, 2001)

Il est incarné par Josh Hartnett dans le film Sin City.

### Ava Lord
Ex-petite amie de Dwight McCarthy, elle est passée maître dans l'art de manipuler les hommes pour leur faire faire ce qu'elle veut. Elle s'arrange pour que Dwight assassine son mari Damien, en lui faisant croire qu'il la bat.
Elle finira tuée des mains de Dwight dans "Sin City : J'ai tué pour elle".
Elle est incarnée par Eva Green dans Sin City : J'ai tué pour elle.

### Delia, aliasBlue Eyes
Delia est une tueuse embauchée par le Colonel. Elle parvient à ses fins grâce à la séduction et couche même parfois avec ses victimes. Elle collabore régulièrement avec Mariah. Elle est tuée par Wallace.

### Mariah
C'est une tueuse travaillant souvent avec Delia et pour le compte de Wallenquist. Comme Delia, elle utilise la séduction mais combat également avec un bō. Elle s'habille souvent avec des vêtements imprimés léopard.

### Maxine
C'est une psychopharmacologiste travaillant avec Delia. Elle administre notamment un hallucinogène dans le corps de Wallace.

### Becky
Becky est une jeune prostituée de la Vieille Ville, qui se fera notamment draguer par Jackie Boy avant qu'il se fasse tuer par Miho. Becky travaille comme espionne pour le Colonel, pour que sa mère ne découvre pas son « métier ».
Elle est incarnée par Alexis Bledel dans Sin City.

## Autres personnages

### Lucille
Elle est le contrôleur judiciaire de Marv ; elle est lesbienne. Elle lui fournit des cachets pour calmer ses douleurs dues à ses fréquentes bagarres ; elle est capturée par Kevin, qui lui dévore la main, mais Marv la délivre. Elle est ensuite exécutée par les policiers gardant la ferme de Roark.
Elle est également l'avocate de John Hartigan, surtout quand ce dernier est englué dans l'affaire du « viol » de Nancy Callahan
Elle apparaît dans : 
- 1992 : Sin City (The Hard Goodbye) (paru en France en 1994)
- 1996 : Cet Enfant de salaud (That Yellow Bastard) (paru en France en 1997)

Dans le film Sin City de Frank Miller et Robert Rodriguez Lucille est interprétée par Carla Gugino. On la voit aux côtés de Marv. Dans une scène coupée puis rajoutée dans la version director's cut, elle intervient également comme avocate de John Hartigan dans l'affaire du viol de Nancy Callahan.

### La mère de Marv
Elle est la seule à appeler son fils par son vrai prénom, Marvin. Cette vieille dame aveugle habite les Housing Projects de Basin City.
Elle est incarnée par Lucina Paquet dans Sin City mais n'apparait que dans la version rallongée director's cut « 4 histoire de Sin City ».

### Kadie
Kadie est une transsexuelle assez enrobée qui possède le bar éponyme, dans lequel Nancy Callahan et Shellie travaillent. Elle offre à boire à Marv parce qu'il a tué bon nombre de personnes pour elle. Bien que l'on ne l'ait jamais vue, elle est souvent prise pour Josie, une serveuse également forte. Avec Nancy et Shellie, elle est l'une des rares personnes à être tendre avec Marv.
Elle est incarnée par Evelyn Hurley dans Sin City.

### Weevil
Weevil est un informateur trainant souvent au Kadie's Bar.
Il est incarné par Tommy Nix dans Sin City et par Johnny Reno dans Sin City : J'ai tué pour elle.

### Shellie
C'est une serveuse du Kadie's Bar. Elle est la petite amie « occasionnelle » de Dwight McCarthy. Elle est souvent en conflit avec un ancien flirt, Jackie Boy.
Elle est incarnée par Brittany Murphy dans Sin City.

### Agamemnon
Agamemnon est en quelque sorte l'ami de Dwight McCarthy, à qui il demande des photographies pour ses investigations. Il porte souvent un t-shirt Kiss Me, I'm Greek.

### Damien Lord
C'est le riche mari d'Ava Lord, pour lequel elle a quitté Dwight.
Il est incarné par Marton Csokas dans Sin City : J'ai tué pour elle.

### Dallas
C'est une des prostituées de la vieille ville, aux ordres de Gail. Elle porte un chapeau et un masque semblables à ceux de Zorro.
Elle est incarnée par Patricia Vonne (la sœur du réalisateur Robert Rodriguez) dans Sin City et Sin City : J'ai tué pour elle.

### Bob
Comics
Bob apparaît dans le tome 2 J'ai tué pour elle et dans le tome 4 Cet Enfant de salaud de la série, les albums ne se suivant pas chronologiquement.
Dans le tome 4, Bob est le coéquipier de John Hartigan, le seul flic honnête de la ville, au Basin City Police Department. Bob prévient Hartigan de ne pas se mêler d'une affaire impliquant Roark Jr et Nancy Callahan. Il lui tirera 3 balles dans le corps, ce dernier ne l'ayant pas écouté. Il regrettera beaucoup cela.
Dans le tome 2, Bob fait maintenant équipe avec Mort. Ils mènent une enquête sur la mort de Damien Lord, tué accidentellement par Dwight McCarthy. Mort tombe fou amoureux d'Ava Lord, la femme de Damien Lord. Il tue Bob après que celui-ci lui a fait remarquer qu'Ava le manipulait.
Films
Bob est incarné par Michael Madsen dans Sin City et par Jeremy Piven dans Sin City : J'ai tué pour elle.
Dans la bande dessinée, Bob n'intervient plus après avoir tiré sur Hartigan. Néanmoins, dans le film, Bob vient chercher Hartigan à sa sortie de prison, essayant de se faire pardonner.
Dans la bande dessinée, Bob est petit et gros alors que dans le film, il est assez grand et de corpulence normale. Il porte des lunettes à monture noire et un grand imperméable.

### Mort
Mort est un honnête policier de Sin City, partenaire de Bob. Il rend visite à John Hartigan à l’hôpital durant l'affaire Nancy Callahan/Roark Jr. Mort veut laver l'honneur de Hartigan, mais ce dernier doit prendre la responsabilité des évènements pour sauver Nancy. Huit ans plus tard, il ira chercher Hartigan à sa sortie de prison. Mort est ensuite séduit et corrompu par Ava Lord.
Il est incarné par Ron Hayden dans Sin City mais n'apparait que brièvement dans la version rallongée director's cut « 4 histoire de Sin City ». Christopher Meloni reprend le rôle dans Sin City : J'ai tué pour elle.

### Joey
C'est un homme d'affaires marié à une certaine Gloria. Dwight est engagé pour enquêter sur lui. Joey a une liaison avec une prostituée de la vieille ville.
Joey est incarné par Ray Liotta dans Sin City : J'ai tué pour elle.

### Sally
Sally est une prostituée de la vieille ville. Elle est la maitresse de Joey, qui essaiera de la tuer pour cacher son infidélité. Sally est sauvée par Dwight.
Sally est incarnée par Juno Temple dans Sin City : J'ai tué pour elle.

### La cliente
The Customer est une magnifique jeune femme tuée par Le Colonel, alors qu'elle fuyait quelque chose ou quelqu'un.
Elle est incarnée par Marley Shelton dans Sin City.

### Burt Schlubb et Douglas Klump
Surnommés Fat Man & Little Boy, Burt Schlubb et Douglas Klump sont deux gangsters inséparables aimant user d'éloquence, d'abus de langage et de pseudo-poésie. Ils apparaissent dans le quatrième épisode de la série, Cet Enfant de salaud. Ils sont tout d'abord chargés de surveiller la Jaguar de Roark Jr pendant que Roark Jr viole et tue Nancy Callahan. Mais l’inspecteur Hartigan intervient et assomme Shlubb et Klump à l'aide d'un tuyau métallique. Les deux compères apparaissent de nouveau à la fin du même ouvrage, ils sont cette fois-ci chargés de se débarrasser du corps de Hartigan, censé avoir été tué par Roark Jr. Mais celui a survécu et il assomme Shlubb avant de menacer Klump de mort, celui-ci doit lui avouer où est retenue Nancy Callahan, enlevée par Roark Jr. Klump avoue et est relâché.
Monsieur Shlubb apparaît également dans le cinquième opus nommé Valeurs familiales. Il ne fait qu'une furtive apparition ; il est assis à une table dans un restaurant en compagnie de monsieur Klump. Dwight McCarthy passe à côté d'eux et les salue. Les deux compères semblent redouter McCarthy.
Dans la bande dessinée comme dans le film, Burt Shlubb est grand et costaud, et arbore une petite barbe. Il parle avec un langage des plus soutenus, à l'instar de monsieur Klump. Schlubb est incarné par Nick Offerman, Klump par Rick Gomez dans Sin City.

### Commissaire Liebowitz
Ce policier corrompu torture notamment John Hartigan, l'un des rares flics intègres de la police de la ville, en le rouant de coups de poing dans le visage.
Il est interprété par Jude Ciccolella dans Sin City et Sin City : J'ai tué pour elle.

### Johnny
Johnny est un jeune homme qui arrive à Basin City pour flamber au jeu. Aux côtés de Marcie, qui devient son porte-bonheur, il gagne beaucoup aux machines à sous du Kadie's Bar. Grâce à son butin, il intègre une partie de poker avec notamment le sénateur Roark et le commissaire Liebowitz. Le jeune homme gagne avec arrogance et provoque Roark. Johnny rafle la mise et part avec Marcie. Mais ils sont vite rattrapés par des sbires de Roark. Marcie s'enfuit à l'hôtel mais Johnny est jeté de force dans la limousine du sénateur. Il lui reprend tout l'argent, lui casse la main et le jette sur le trottoir. Dehors, Johnny encaisse une balle dans la jambe de la part de Roark.
Johnny parvient cependant à se faire soigner chez le Dr. Kroenig. Il se rend à l'hôtel et découvre que Marcie est morte. Mais Roark l'attendait là-bas. Le sénateur lui avoue alors qu'il sait que Johnny est son fils, qu'il a eu avec une prostituée. Roark laisse partir Johnny. Ce dernier revient ensuite à la table de poker, où il bat encore Roark. Vexé, ce dernier le tue d'une balle dans la tête.
Johnny est un personnage créé uniquement pour le cinéma. Il est interprété par Joseph Gordon-Levitt dans Sin City : J'ai tué pour elle.

## Organisations

### Basin City Police Department
C'est le service de police de la ville, dont font notamment partie John Hartigan, Bob, Mort, Jackie Boy et le Commissaire Liebowitz. Hormis Hartigan, ce service est gangréné par la corruption.

### Famille Roark
La famille a fondé la ville de Basin City lors de la Ruée vers l'or. Ils y ont ramené de nombreuses femmes, qu'ils ont exploités comme prostituées.
Le Cardinal Patrick Henry Roark est l'homme le plus puissant de la ville. Il a notamment offert le poste de sénateur à son frère. Le Cardinal a pris sous son aile Kevin, considéré comme membre de la famille. La famille possède en autres La Ferme, où sont commis de nombreux crimes.

### Les filles de la Vieille Ville
Durant la Ruée vers l'or, la famille Roark a « importé » à Basin City des femmes du Monde entier. Elles sont placées dans un quartier incontrôlable. Au fil du temps, les filles se sont organisées en bande. Elles signent ensuite un accord de paix avec la police de Sin City.
Les jumelles Goldie et Wendy sont les leadeuses des prostituées. Elles sont notamment aidées par d'autres prostituées : Gail, la tueuse Miho, Sally, Molly, Kelley, Sandy, Denise, Becky, Dallas, Tammy, Carmen ou encore Daisy.

### Wallenquist Organization
C'est une organisation criminelle dirigée par le germano-américain Herr Wallenquist et spécialisée dans le trafic de stupéfiants, les tueurs à gages, le racket, le trafic d'organes ou encore le trafic d'êtres humains.
Le Colonel et Manute font partie des tueurs de l'organisation.